# راندي لويس (مهندس)
راندي لويس (بالإنجليزية: Randy Lewis)‏ هو مهندس أمريكي، ولد في 18 يوليو 1945.

## روابط خارجية
- راندي لويس على موقع DriverDB.com (الإنجليزية)